# Paul Antony Mullassery
Paul Antony Mullassery (Kaithakody, 15 gennaio 1960) è un vescovo cattolico indiano, dal 18 aprile 2018 vescovo di Quilon.

## Biografia
Paul Antony Mullassery è nato il 15 gennaio 1960 a Kaithakody, distretto di Kollam, nel Kerala.
Ha studiato alla St Margaret Lower Primary School e successivamente alla Trinity Lyceum School ed infine è entrato nel St. Raphael's Minor Seminary. Ha poi compiuto gli studi di filosofia presso il pontificio seminario di San Giuseppe ad Aluva. Inviato a Roma per studiare presso la Pontificia università urbaniana, ha conseguito il dottorato in diritto canonico. È stato ordinato presbitero il 22 dicembre 1984. 
Dopo l'ordinazione sacerdotale è stato prima vicario parrocchiale della St. Michael's church a Kumbalam dal 1985 al 1986, poi parroco della Three Kings' church a Vadakkumthala dal 1986 al 1987 e successivamente parroco della St. Joseph's church a Padappakara (1987-1988). In seguito è stato direttore aggiunto del Catechesis and Bible Apostolate e prefetto nel seminario minore di St. Raphael di Quilon dal 1988 al 1990, quando è stato inviato nuovamente a Roma per gli studi in diritto canonico fino al 1994. Tornato in India, è stato giudice del tribunale diocesano e parroco della cattedrale di Quilon fino al 2002. Dal 1997 al 2006 è stato cancelliere della diocesi, dal 2002 al 2004 parroco della Holy Cross church a Tangasseri e dal 2004 al 2006 rettore del seminario St. Raphael's di Quilon. È stato poi pro-vicario generale della diocesi dal 2006 al 2010, vicario episcopale per la pastorale dal 2006 al 2012 e vicario giudiziale di Quilon dal 2013 al 2017. Dal 2014 al 2017 è stato direttore spirituale del seminario St. Raphael's e dal 2017 è stato vicario generale della diocesi di Quilon.
Il 18 aprile 2018 papa Francesco lo ha nominato vescovo di Quilon.
Ha ricevuto l'ordinazione episcopale il 3 giugno 2018 per imposizione delle mani del suo predecessore, il vescovo emerito Stanley Roman.

## Genealogia episcopale
La genealogia episcopale è:
- Cardinale Scipione Rebiba
- Cardinale Giulio Antonio Santori
- Cardinale Girolamo Bernerio, O.P.
- Vescovo Claudio Rangoni
- Arcivescovo Wawrzyniec Gembicki
- Arcivescovo Jan Wężyk
- Vescovo Piotr Gembicki
- Vescovo Jan Gembicki
- Vescovo Bonawentura Madaliński
- Vescovo Jan Małachowski
- Arcivescovo Stanisław Szembek
- Vescovo Felicjan Konstanty Szaniawski
- Vescovo Andrzej Stanisław Załuski
- Arcivescovo Adam Ignacy Komorowski
- Arcivescovo Władysław Aleksander Łubieński
- Vescovo Andrzej Stanisław Młodziejowski
- Arcivescovo Kasper Kazimierz Cieciszowski
- Vescovo Franciszek Borgiasz Mackiewicz
- Vescovo Michał Piwnicki
- Arcivescovo Ignacy Ludwik Pawłowski
- Arcivescovo Kazimierz Roch Dmochowski
- Arcivescovo Wacław Żyliński
- Vescovo Aleksander Kazimierz Bereśniewicz
- Arcivescovo Szymon Marcin Kozłowski
- Vescovo Mečislovas Leonardas Paliulionis
- Arcivescovo Bolesław Hieronim Kłopotowski
- Arcivescovo Jerzy Józef Elizeusz Szembek
- Vescovo Stanisław Kazimierz Zdzitowiecki
- Cardinale Aleksander Kakowski
- Papa Pio XI
- Arcivescovo Joseph Attipetty
- Vescovo Jerome M. Fernandez
- Vescovo Joseph Gabriel Fernandez
- Vescovo Stanley Roman
- Vescovo Paul Antony Mullassery